# USS Forrestal (CV-59)
USS Forrestal (CV-59) byla letadlová loď Námořnictva Spojených států, která působila ve službě v letech 1955–1993. Jedná se o vedoucí loď stejnojmenné třídy. Objednána byla jako velká letadlová loď s označením CVB-59, krátce po zahájení stavby v roce 1952 byla její klasifikace změněna na útočnou letadlovou loď CVA-59. Na víceúčelovou letadlovou loď CV-59 byla překlasifikována v roce 1975. V roce 1992 byla její klasifikace změněna na cvičnou letadlovou loď AVT-59. Je pojmenovaná po ministrovi námořních sil Jamesi Forrestalovi.
Její stavba byla zahájena 14. července 1952 v loděnici Newport News Shipbuilding v Newport News ve Virginii. K jejímu spuštění na vodu (za podpory Josephine Forrestalové, vdovy po ministru Forrestalovi) došlo 11. prosince 1954, do služby byla zařazena 1. října 1955. Forrestal se stala první americkou letadlovou lodí, která měla úhlovou letovou palubu a využívala parní katapulty a přistávací signální světla.

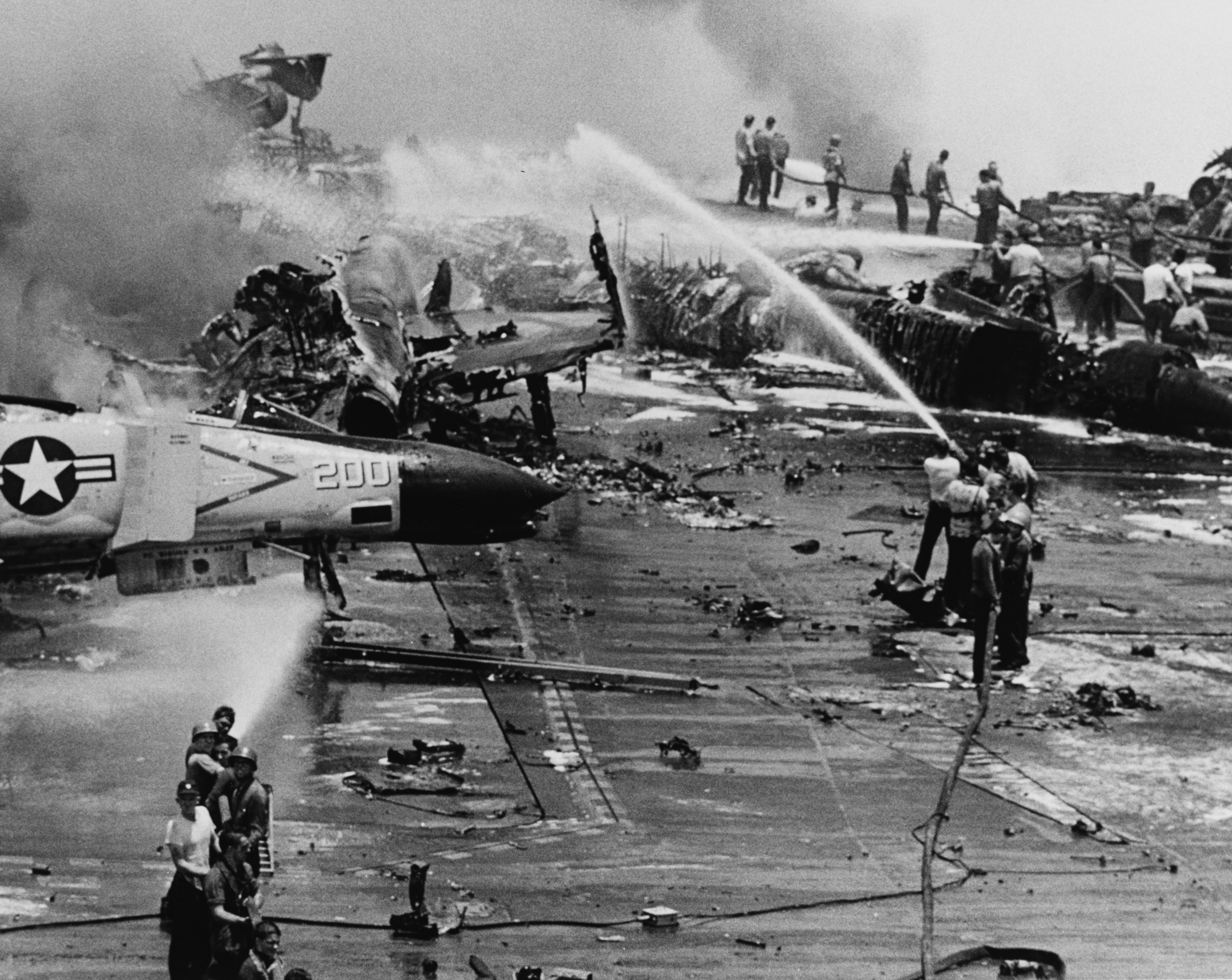
Následky exploze z 29. července 1967 na palubě USS Forrestal

Účastnila se války ve Vietnamu, při níž došlo 29. července 1967 na její palubě k náhodnému výstřelu rakety Zuni z jednoho ze stojících letadel. Raketa zasáhla jiné letadlo a došlo k výbuchu, po němž následovalo několik explozí munice a dalších letadel. Při této nehodě zemřelo 134 lidí, 161 námořníků bylo zraněno a 21 letadel bylo zničeno.
V únoru 1992 byla překlasifikována na cvičnou letadlovou loď, místo chystané rekonstrukce ale americké námořnictvo rozhodlo o jejím vyřazení, k němuž došlo 11. září 1993. Od té doby byla odstavena, snahy o její využití jako muzeum nebyly úspěšné. Proto v roce 2012 námořnictvo rozhodlo o jejím rozebrání, k odprodeji k sešrotování došlo 22. října 2013.